# Pierre Camelin
Pour les articles homonymes, voir Camelin (homonymie).
Pierre Camelin (né à Fréjus le 22 novembre 1579 et mort à Fréjus le 4 février 1654) est un ecclésiastique qui fut coadjuteur en 1621 puis évêque de Fréjus de 1637 à  1654.

## Biographie
Archidiacre de l'église de Fréjus, il est nommé coadjuteur de son oncle l'évêque Barthélemy Camelin le 21 juin 1621 et désigné le même jour comme évêque titulaire de Philadelphie-en-Arabie. Il est consacré comme tel le 5 décembre de la même année par son oncle à qui il succède en 1637 sur le siège de Fréjus.